# Nueva Creación
Nueva Creación är en ort i Mexiko.   Den ligger i kommunen Tumbalá och delstaten Chiapas, i den sydöstra delen av landet, 800 km öster om huvudstaden Mexico City. Nueva Creación ligger 1 026 meter över havet och antalet invånare är 123.
Terrängen runt Nueva Creación är huvudsakligen kuperad, men åt nordväst är den bergig. Runt Nueva Creación är det ganska tätbefolkat, med 149 invånare per kvadratkilometer. Närmaste större samhälle är Yajalón, 16,3 km söder om Nueva Creación. I omgivningarna runt Nueva Creación växer i huvudsak städsegrön lövskog.